# 遂行動詞
遂行動詞（すいこうどうし、英: performative verb、遂行態(すいこうたい)、フランス語: performatif）は、言語学の用語。発言した時点でその動作を行ったことになる動詞、「Aします」と言うとAをしたのと同じ効力のある動詞をいう。また遂行動詞の持つこの性質を「遂行性」、遂行動詞を用いる文を「遂行文」という。

## 英語における遂行動詞
英語において現在時制は通常現在の状態や現在の習慣的動作を表すが、遂行動詞が用いられる際に限って発話時点での一回の動作を表すことが出来る。
ただし、この用法は主語が一人称、動詞が現在時制であり平叙文の時のみ現出する。例として次の文を記す。
I promise this won't happen again.
このようなことが二度と起こらないと約束します。
We suggest that we should tackle the problem another day.
別の日に取り組むことを提案します。
I deny the charge of the murder.
私は殺人容疑を否定します。
I advise you not to eat too much.
あまり食べ過ぎないことをお勧めします。
他に「宣言する」「命ずる」「われは歌う(古代詩人にとっての)」などがこれにあたる。
この様な文章を発言する時点で約束・提案・否認・助言の行為を行うことを表す。